# Barbagallo Raceway

Karta över banan.

Barbagallo Raceway, tidigare Wanneroo Raceway, är en racerbana i Wanneroo, Australien, fem mil utanför Perth.

## Historia
Barbagallo öppnade 1969 som Wanneroo Raceway, vilket den hette till 1992, och då användes den främst för endurancetävlingar med sportsedanbilar. Tack vare racerföraren och affärsmannen Alf Barbagallo kunde banan byggas ut till 2,42 km, och banan bytte namn till sin finansielle välgörares efternamn. Varje år hålls en tävling i V8 Supercar på banan, vilket är det största idrottsevenemanget i hela delstaten.